# 威騰電子
威騰電子（英語：Western Digital Corporation），簡稱WD、西数或威騰，是美國一家專門研發和生產電腦機械硬盘以及儲存裝置的公司，在收购SanDisk後（2016年至2025年3月），一度在集成电路和固態硬盘上也佔有一席之地。

## 發展歷史
1970年4月23日，一家名为通用数字（General Digital）的公司诞生，最初是一家MOS半导体测试设备制造商，在几个独立投资者和工业巨人艾默生电气公司提供的启动资金的支持下，很快转变为专业半导体制造商。1971年7月，General Digital 更名为 Western Digital，并搬到加利福利亚州纽波特比奇，很快推出其第一款产品WD1402A，也是第一个单芯片UART（通用异步收发器）。
在1970年代早期，西部数据通过出售计算器芯片获得收入，到1975年已经成为世界上最大的独立计算器芯片制造商。然而，好景不长，1970年代中期的石油危机及其最大的计算器客户鲍玛仪器（Bowmar Instrument）的破产改变西部数据的命运。1976年，西部数据宣布破产重组，随后艾默生电气公司撤回对他们的支持并拥有该公司。这一时期西部数据推出几款划时代的产品，包括MCP-1600多芯片微码CPU（获DEC的小型机兼容微机系统LSI-11采用），以及一系列单芯片软驱控制器芯片，其中最著名的是第一款软驱控制器WD1771。
2011年3月7日，WD與日立環球儲存科技（HGST）共同宣佈兩公司合併，WD為存續公司。与日后希捷收购三星電子硬盘业务相对应，至此，机械硬盘的主要生产厂商仅剩希捷与西数。这标志着硬盘行业进入寡头时代。
WD在收购HGST之后成为全球最大的硬盘生产商。该协议内容是WD支付3.9亿美元现金和25亿股WD的股份，两家公司合并后在2011年的收入总值为150亿美元。美國公平交易委員會裁定WD必須将部分业务转让。之后WD的收购才得以继续推行。
2015年9月30日，紫光集團旗下香港全資子公司紫光聯合系統（UNIS Union Information System Limited）以每股 92.5 美元，斥資38億美元(约为240亿人民币)入股該公司的15%股權，成為其最大股東。交易双方表示本次交易尚需得到相关主管机构的批准并满足一些其他符合商业惯例的交割条件。
2015年10月21日，威騰電子以每股85.1美元的現金以及0.0176股的威騰普通股股票，折合每股86.5美元，斥資190億美元收購存儲晶片廠商SanDisk。
2016年2月24日，紫光股份发布公告称，由于投资西部数据的交易需要履行美国海外投资委员会的审查程序，同时基于审慎性考虑，公司董事会决定终止此次交易。同时，紫光股份与西部数据不受上述交易终止影响，将共同出资成立紫光西部数据有限公司。合资公司注册资本总额为15,800万美元，西部数据将出资7,742万美元（其中现金方式5,842万美元，实物作价1,900万美元），持股比例为49%。
2017年12月，西部数据（Western Digital）与东芝（Toshiba）就出售日本共同拥有的NAND生产设施达成协议。 2018年5月，东芝与贝恩财团就出售该芯片部门达成协议。
2025年3月7日，西部数据宣布完全退出固态硬盘市场，原有的固态硬盘業務由闪迪接管。

## 威騰硬盘

### 硬盘分类
威騰電子的硬盘主要分为兩类：消費級和企業級。
消費級

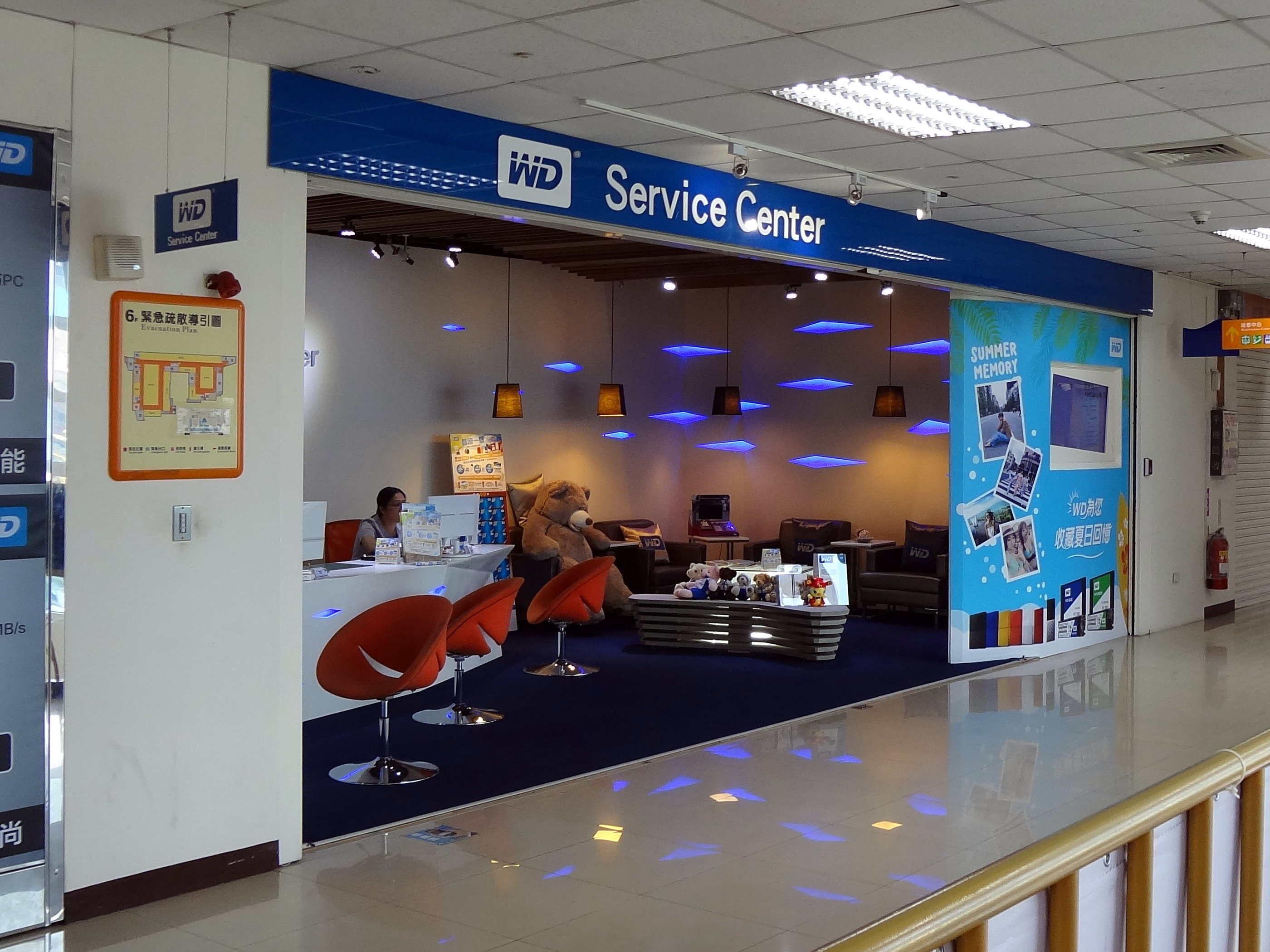
台灣光華商場內的威騰服務中心

- “绿盘”（WD Green）系列——低功耗存储型硬碟，儲存空间大但价格偏低，磁盘转速低但配以较大的缓存，主要面向简单的大容量储存环境。硬碟部分已合併入Blue品牌中，现作为入门级固态硬盘品牌。
- “蓝盘”（WD Blue）系列——主流產品，儲存空间略低于绿盘，但磁盘转速多在7200rpm与5400rpm，处于Green与Black之间的级别，多见于OEM组装主机，同时亦提供SATA或M.2介面的固态硬盘。
- “黑盘”（WD Black）系列——效能級硬盘，PCB與企業級相同，拥有较高的磁盘转速和使用寿命，面向高階的储存需求；另有传输速度更高的NVMe介面固态硬盘，在2019年改名为WD_BLACK面向电竞市场并推出外置硬碟。
- “红盘”（WD Red）系列——NAS專用，5400rpm，24x7運作。
- “紫盘”（WD Purple）系列——監控錄影專用，支持高达64个摄像头；亦提供WD Purple microSD版本；在2018年，推出WD Purple AI系列，加强对带有AI功能的网络硬盘录像机（NVR）的支持。

企業級
- Xe - 提供繁重工作應用所需的高密度效能儲存。
- Re - 堅固耐用的高容量儲存，適用於高工作需求的部署。
- Re+ - 提供高度可用性之部署所需的電力最佳化和高容量之儲存。
- Se - 適用於 NAS 和橫向擴充架構的最佳儲存。
- Ae - 具成本效益而且節能的 HDD 冷資料儲存解決方案。

在2016年西部数据将企业级硬盘“Re”系列改名为“WD Gold”系列，以与消费级硬盘命名规则一致；除Re系列以外的产品线“Xe/Re+/Se/Ae”均已停产：
- “金盘”（WD Gold）系列——专为数据中心的应用程序而设计，主要用于中小型企业和公司的数据存储需求，价格昂贵享有五年保固，可提供更高的可靠性、容量、功效和性能，适合24/7的持续数据访问、读写和传输。

2018年4月，随着Western Digital Ultrastar® DC HC530系列发布与12月对于品牌调整的官宣，原本归属于昱科環球儲存的Ultrastar®产品线转到Western Digital之下：
- Ultrastar®系列—— HC/HA3xx 系列采用成熟的 CMR 技术，为传统系统和旧系统提供高效率和高性能。这些硬盘专为包括传统存储阵列、机架式存储机箱和基于服务器的存储系统在内的各种应用而设计； HC5xx 系列与容量较低的硬盘相比，容量更大的 HDD 可通过减少支持硬件和系统级成本，使数据中心能够减少资本支出；HC6xx系列在 SMR 硬盘上提供更高效的存储，使您能够在相同的占地面积内存储更多数据。

### 硬盘编号
威騰電子的硬碟编号由12个数字或者字母所组成。前6个编号为主编号，后6个编号为附加编号。WD Caviar鱼子酱的标注方式为“厂商代号+容量+转速，缓存+接口类型”。

## 外部連結
- 官方网站 （簡體中文）